# 中国舞台美术学会
中国舞台美术学会是中华人民共和国舞台美术工作者组成的全国性、学术性、非营利性社会团体，由中华人民共和国文化和旅游部主管。